# 長菱形十二面体

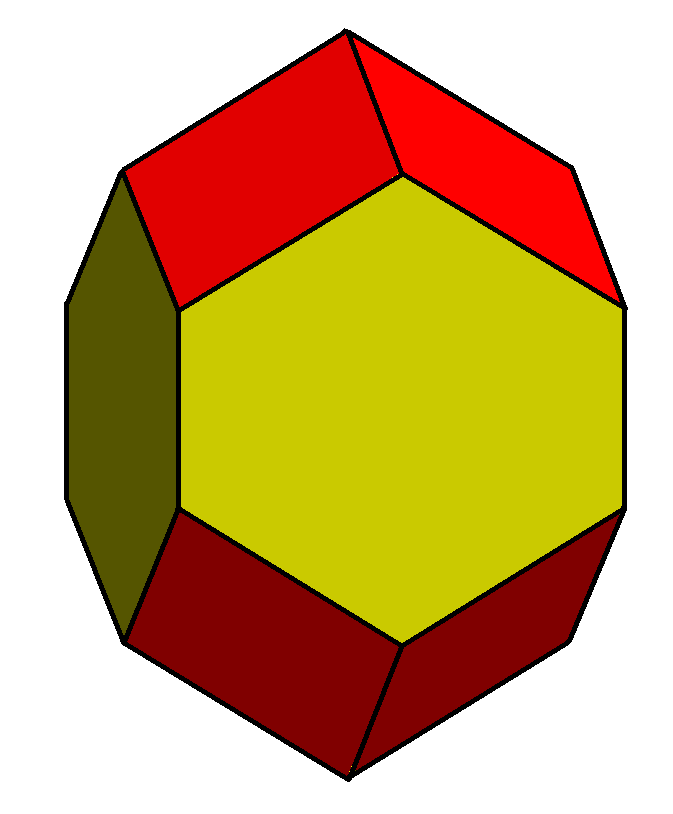

長菱形十二面体 （ちょうりょうけいじゅうにめんたい、elongated rhombic dodecahedron）とは、５種類ある平行多面体(平行移動のみで空間を隙間なく充填できる立体の類型）の一種で、菱形十二面体を長軸方向に引き伸ばしたような形をしている。
- 構成面：菱形 8枚、平行六辺形  4枚
- 辺：28
- 頂点：18

14種類ある3次元結晶格子のうちの、体心正方格子のボロノイ図形にあたる。
いいかえると、断面正方形の四角柱をピラミッドのように積み上げたときに、四角柱の重心に格子点があるとみなして描いたボロノイ図形が長菱形十二面体である。